# Movimiento impropio
El movimiento impropio  de una estrella se refiere al cambio de sus coordenadas  sobre el cielo que no proviene del movimiento de la estrella en sí mismo, a diferencia del movimiento propio